# Alix z Ibelinu
Alix z Ibelinu (1304/1306 – po 6. srpnu 1386) byla jako druhá manželka krále Huga IV. Kyperského kyperskou královnou a nominální královnou Jeruzaléma. Královnou byla od 31. března 1324 do Hugovy abdikace 24. listopadu 1358. Dva její synové, Petr a Jakub, vládli jako králové Kypru.

## Život
Alix se narodila v Kypru mezi lety 1304 a 1306 jako jediné dítě Guye z Ibelinu, lorda z Nikósie, a jeho manželky Isabely z Ibelinu. Rod Ibelin byl šlechtickým francouzským rodem, který byl od 12. století prominentní v křižáckých státech Kypru a Jeruzalémě.
Alix ztratila otce ještě jako malé dítě a matka zemřela v roce 1315, když nebylo Alix více než 11 let.
V roce 1310 byla zasnoubena s Jindřichem z Lusignanu, synem Amauryho z Tyru. Zasnoubení bylo zrušeno ještě toho roku, když byl Amaury zavražděn a jeho rodina hledala útočiště v Arménii.

### Královna Kypru
Dne 17. září 1318 bylo v Kronice z Amadi zaznamenáno, že se Alix provdala za Huga z Lusignanu, syna Guye z Lusignanu, konstábla Kypru. Potřebný papežský dispenz byl datován 18. června 1318. Alix byla jeho druhou manželkou, první byla její příbuzná Marie z Ibelinu, která zemřela nezaznamenaného data před červnem 1318. Ještě toho roku se stal Hugo otcovým nástupcem jako kyperský konstábl a 31. března 1324 po svém strýci Jindřichovi II. usedl na trůn jako král Kypru a titulární král Jeruzaléma. S Hughovým vstupem na kyperský trůn začalo nejznámější období lusignanské dynastie na Kypru. Alixina korunovace byla spojena s korunovací manžela 15. dubna 1324 v katedrále svaté Sofie v Nikósii. Krátce po dvojité korunovaci byla katedrála vysvěcena latinským arcibiskupem Jeanem del Conte. 13. května byl Hugo ve Famagustě korunován jeruzalémským králem. Kronika z Amadi uvádí, že Alix měla malou vadu řeči, která byla vyléčena zázrakem Svatého kříže z Tochni, který byl znovuobjeven v roce 1340.

### Pozdější život
Hugo 24. listopadu 1358 abdikoval ve prospěch jejich syna Petra. Následujícího roku Hugo zemřel. Alix se v roce 1368 podruhé provdala za Filipa Brunšvicko-Grubenhagenského, konstábla Jeruzaléma, syna Jindřicha II. Brunšvicko-Grubenhagenského, který byl otcem její snachy Helvis. Stejně jako u prvního sňatku, i ke svatbě s Filipem bylo potřeba papežského povolení. Filip zemřel o rok později, 4. srpna 1369.
Alix zemřela po 6. srpnu 1386 a byla pohřbena ve svatém Dominikovi v Nikósii. Její pravnučkou byla Anna Kyperská, manželka vévody Ludvíka Savojského.

## Potomci
Alix měla s Hugem sedm dětí:
- Eschiva z Lusignanu (1325 – březen 1363), provdala se za Ferdinanda z Majorky, vikomta z Omelas, s nímž měla dceru Alici Majorskou (1341 – po 1376).
- Petr I. Kyperský (9. října 1328 – 17. ledna 1369), poprvé se oženil s Eschivou z Montfortu a podruhé s Eleonorou Aragonskou, s níž měl potomky.
- Jan z Lusignanu (1329/1330 – 1375), poprvé se oženil s Konstancií Sicilskou, podruhé s Alicí z Ibelinu, se kterou měl syna.
- Jakub I. Kyperský (1334 – 9. září 1398), oženil se s Helvis Brunšvicko-Grubenhagenskou, se kterou měl 12 dětí, včetně Jana Kyperského, který se stal po něm králem.
- Tomáš z Lusignanu (? – 15. listopadu 1340), zůstal svobodný.
- Markéta z Lusignanu, provdána za Galtiera de Dampierre, senešala Kypru; zůstala bezdětná.
- Isabela z Lusignanu, zůstala bezdětná.

Alix měla jednoho nevlastního syna, Guye z Lusignanu, jehož měl Hugo s první manželkou. Manžel měl také jednoho nemanželského syna Pierrota.